# Ifigenia en Táuride (Scarlatti)
Ifigenia en Táuride (título original en italiano, Ifigenia in Tauride) es un dramma per musica (ópera) en tres actos con música de Domenico Scarlatti y libreto en italiano de Carlo Sigismondo Capece. Se estrenó en el Palacio Zuccari de Roma, y se toma como fecha el 15 de febrero de 1713, aunque no es enteramente segura.

## Historia
En el período desde 1709 hasta 1715 Domenico Scarlatti fue maestro de capilla en Roma de la reina de Polonia; fue una época en la que el compositor fue prolífico en óperas, de las cuales dedicó dos a la figura de Ifigenia de Eurípides. Se representaron ambas por vez primera en el año 1713 en Roma, en el teatro privado de la reina María Casimira de Polonia en el Palacio Zuccari, en la plaza Trinità dei Monti.
La primera, Ifigenia en Áulide, se estrenó el 11 de enero de 1713 y esta segunda, basada en Ifigenia entre los tauros, el 15 de febrero del mismo año.
El libreto, como aquellos otros del período romano de Scarlatti, se deben a Carlo Sigismondo Capece, literato y secretario de la reina María Casimira, mientras que las escenografías se debieron a Filippo Juvarra, el más importante escenógrafo y arquitecto teatral de la época.
Las óperas de Domenico Scarlatti son difíciles de representar por cuanto los cantantes eran a menudo castrados y por lo tanto, la escritura vocal se adaptaba a las específicas características de estos cantantes.
La partitura se ha perdido por completo y no se dispone de ninguna opinión por parte de los contemporáneos.

## Nots y referencias
- Esta obra contiene una traducción  derivada de «Ifigenia (Scarlatti)» de Wikipedia en italiano, publicada por sus editores bajo la Licencia de documentación libre de GNU y la Licencia Creative Commons Atribución-CompartirIgual 4.0 Internacional.

- Operone

- Datos: Q6446371